# Henryk Nudziu Kozłowski
Henryk Nudziu Kozłowski (zm. w kwietniu 2021) – działacz społeczności romskiej w Polsce.
Pełnił funkcję Szero Roma Polskich Cyganów Nizinnych. Był założycielem Królewskiej Fundacji Romów. Był świadkiem w procesie wytoczonym przez prezesa Związku Romów Polskich, Romana Chojnackiego liderowi zespołu Terne Roma, Bogdanowi Trojankowi. Rozstrzygał także ich spór z pomocą specjalnie zwołanego sądu.
Mieszkał w Nowym Dworze Mazowieckim.